# Петруччи, Данило
Данило Карло Петруччи (итал. Danilo Carlo Petrucci; род. 24 октября 1990, Терни, Италия) — итальянский мотогонщик, участник чемпионатов мира по шоссейно-кольцевых мотогонок в разных сериях. В сезоне 2016 года выступает в классе MotoGP за команду «Pramac Racing» под номером 9.

## Биография
Данило Петруччи родился 24 октября 1990 года в Терни. Его первое появление в мотоспорте состоялась в соревнованиях по мини триалу в 1998 году, в которых он выиграл национальный чемпионат в 1999 году, после чего участвовал в гонках по бездорожью и кросса.
В соревнованиях по шоссейно-кольцевым мотогонкам дебютировал в 2005 году, сразу продемонстрировав неплохие результаты. Это позволило Данило дебютировать в Европейской серии Суперсток 600 в 2007 году.
В 2009 году Петруччи проводит первый полноценный сезон в этих соревнованиях с командой «Team Italia», играя одну из главных ролей в чемпионате. Сезон закончил на 4-м месте. В том же году Данило занимает второе место в чемпионате Италии в серии «Superstock 1000», победив в ней в категории пилотов в возрасте до 23 лет.
В 2010 году Данило Петруччи участвует одновременно в двух соревнованиях, выступая за команду «Pedercini Kawasaki»: он участвует в чемпионате мира Superstock 1000 и в классе SBK чемпионата Италии, где он занимает третье место, получая также победу в категории пилотов в возрасте до 25 лет.
В сезоне 2011 года Петруччи становится вторым в чемпионате мира Superstock 1000 и выиграет чемпионат Италии в этом классе, выступая на Ducati за команду «Team Barni».
В 2012 году Данило дебютирует в чемпионате мира MotoGP с командой «Came IodaRacing Project», сразу в «королевском» классе. Первый гоночный сезон итальянец с 27 очками закончил на 19-й позиции.
В сезоне 2013 года Петруччи продолжил выступать за «Came IodaRacing Project» в классе MotoGP. Лучшим его результатом стало 11-е место на Гран-При Каталонии, в целом же сезон закончил на 17-м месте.
В следующем сезоне Данило продолжил выступать за «IodaRacing Project». Лучшим результатом стало 11-е место на Гран-При Арагона. В целом же сезон в общем зачете он закончил на 20-м месте.
Перед началом сезона 2015 Данило перешел к другой итальянской команды, «Pramac Racing». Там он получил в свое распоряжение более конкурентный мотоцикл Ducati Desmosedici GP14, что позволило рассчитывать на лучшие результаты. Данило стал настоящим открытием года, продемонстрировав ряд хороших результатов. А его настоящий прорыв состоялся на Гран-При Великобритании, где он сумел навязать борьбу за победу в гонке самом Валентино Росси и занял второе место, завоевав свой первый подиум за время выступлений в «королевском» классе. По итогам сезона он занял 10-е место общего зачета.